# Герхард I фон Олденбург-Нойбруххаузен
Герхард I фон Олденбург-Нойбруххаузен (на немски: Gerhard I Graf von Oldenburg in Neu-Bruchhausen; * пр. 1268; † сл. 1310) от клона Вилдесхаузен на фамилията Олденбург е граф на Нойбруххаузен в Долна Саксония.
Той е син на граф Хайнрих V фон Олденбург-Бруххаузен († сл. 1270) и съпругата му Ирмгард/Ерменгард фон Хоя († 1278), дъщеря на граф Хайнрих II фон Хоя († 1290) и Хедвиг († 1244).

## Фамилия
Герхард I фон Олденбург-Нойбруххаузен се жени за Гизела († сл. 1362). Те имат един син:
- Хайнрих VI фон Олденбург-Нойбруххаузен († пр. 14 октомври 1362), женен за Елизабет (?); имат два неженени сина и дъщеря:
  - Герхард II († 28 май 1388)
  - Конрад († 21 юли 1368)
  - Гизела († сл. 1376), абатиса на Басум